# Kuchnia szwajcarska
Kuchnia szwajcarska – narodowa kuchnia powstała na gruncie różnorodnych tradycji kulinarnych kantonów związkowych tworzących konfederacyjne państwo Szwajcarów. Zdradza silne wpływy kuchni krajów sąsiednich (włoskiej, francuskiej i niemieckiej), lecz obejmuje i potrawy charakterystyczne dla Szwajcarów.

## Cechy ogólne
W tych dość skromnych jadłospisach społeczności górskich zasadniczą rolę pełni twardy ser, chleb i ziemniaki. Wykorzystuje się też sporo ryb (pstrąg, łosoś, sieja) pochodzących z alpejskich strumieni. Bogatsze kantonalne tradycje kulinarne są z reguły skutkiem zapożyczeń od najbliższych sąsiadów. Np. cechą kuchni kantonów włoskich jest szerokie wykorzystanie makaronów i ziół aromatycznych, a ziemniaki do potraw mięsnych zastępuje polenta. W części niemieckiej wpływ kuchni bawarskiej zdradzają takie potrawy jak pieczeń z marynowanego combra kozicy czy danie z gorącej kwaszonej kapusty z dodatkiem różnych wędlin (bernerplatte). Szwajcaria od dawna znana jest z wyrobów cukierniczych, nie tylko w postaci renomowanych wyrobów, ale i renomowanych firm powstałych w innych krajach europejskich (w Polsce: Blikle, Wedel, Maurizio). Tamtejsze piwa są na przeciętnym poziomie, większe uznanie zyskały wina gronowe, specyficzne dla poszczególnych okolic bądź kantonów, takie jak fendant (Valais), mandement (Genewa), brisago (Ticino) czy dole (Johannisberg).

## Przepisy z francuskiej części Szwajcarii
- Carac: szwajcarskie kruche ciastko z czekoladą
- Fondue: ser topiony podawany we wspólnym garnku, w którym zanurza się kawałeczki chleba lub ziemniaków
- Malakoff: smażone kulki lub paluszki serowe z kantonu Vaud
- Beza: beza szwajcarska ze śmietaną z Gruyère
- Papet vaudois: pochodzące z kantonu Vaud treściwe danie z porów i ziemniaków, zwykle podawanego z saucisse au chou (kiełbasą z kapustą).
- Raclette: gorący ser skrobany na ziemniakach, podawany z małymi korniszonami, marynowaną cebulą itp. dodatkami

## Galeria

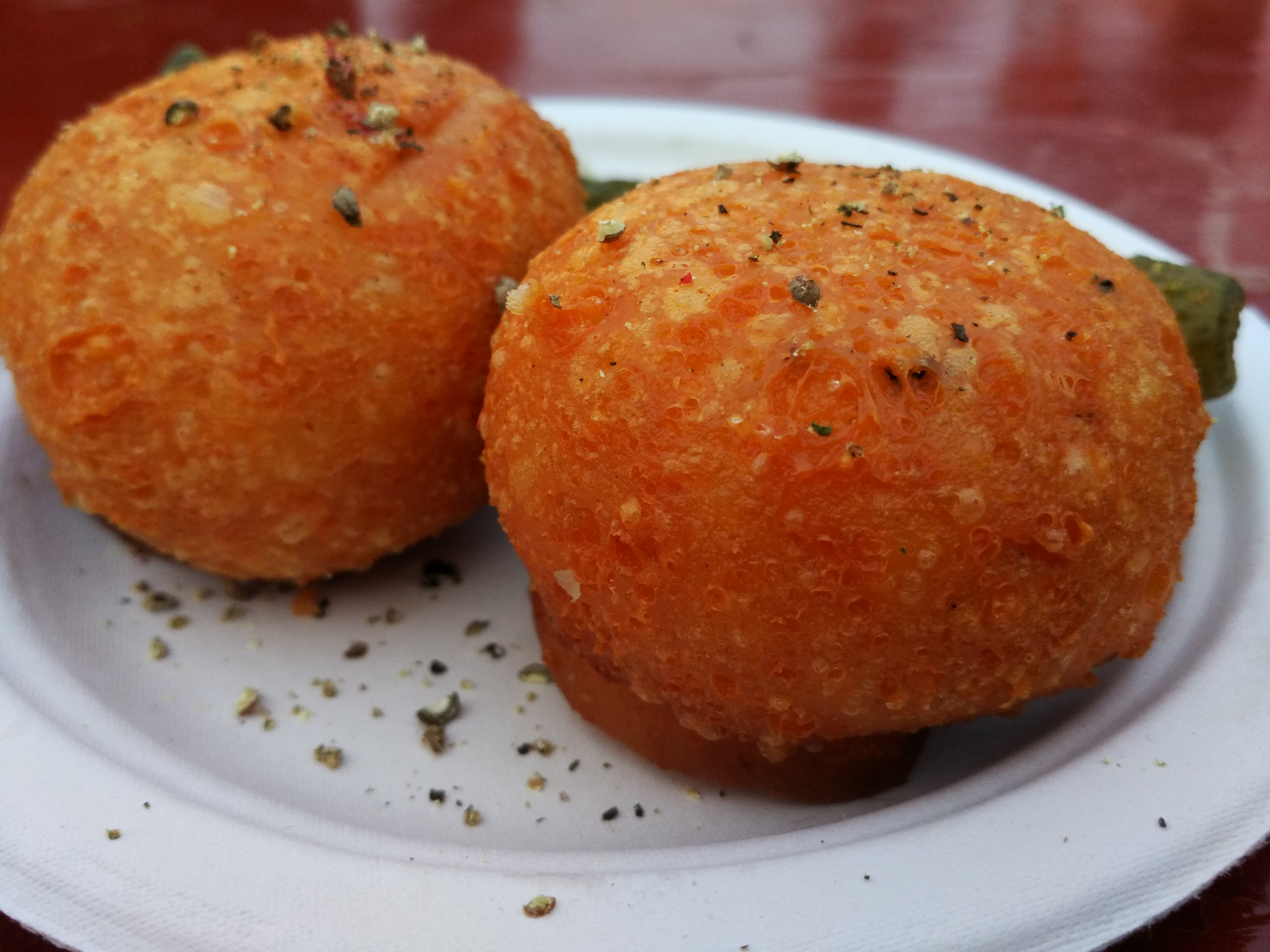
Malakoffs
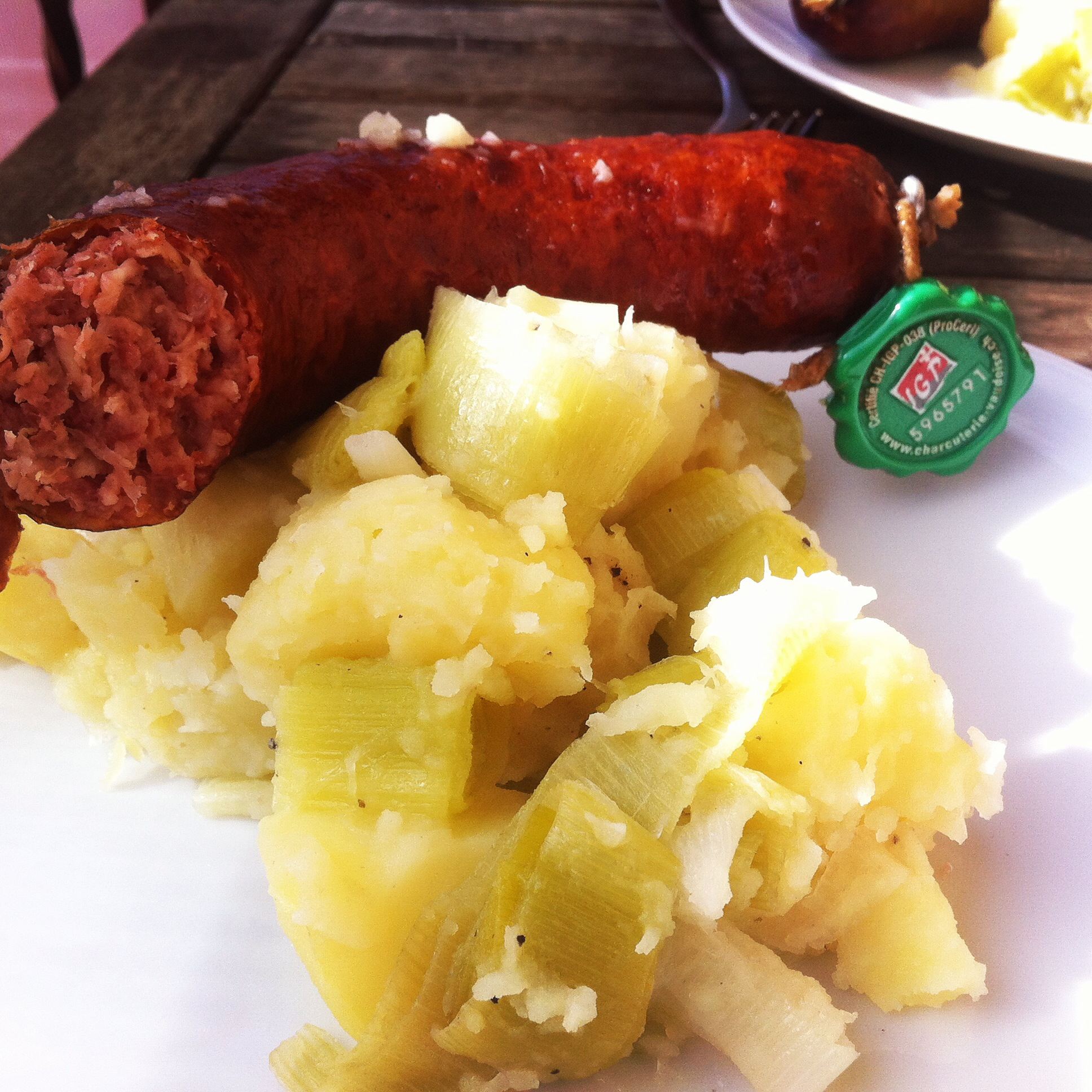
Papet vaudois
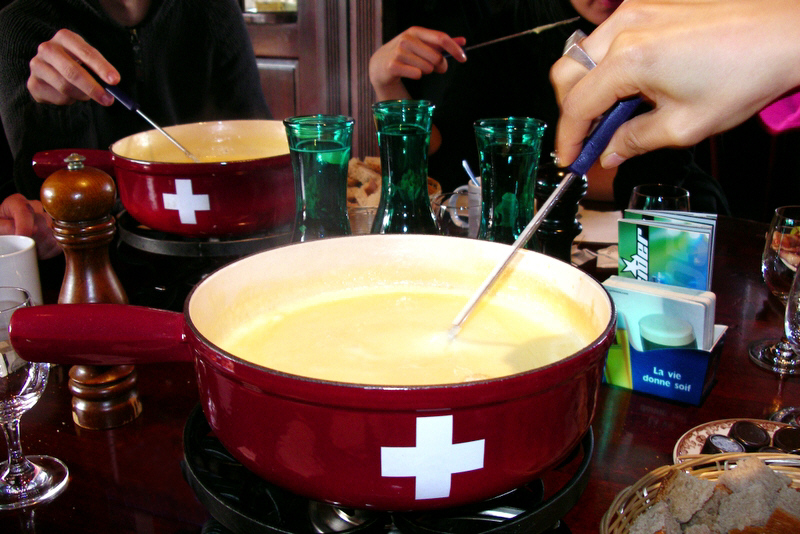
Serowe fondue

## Przepisy z niemieckiej części Szwajcarii
- Aargauer Rüblitorte mit Zitronenzuckerguss (AG)
- Älplermagronen(inne języki) (makaron(inne języki) alpejskiego pasterza): oszczędne, wszechstronne danie, wykorzystujące podręczne składniki dostępne w alpejskich domkach pasterzy: makaron, ziemniaki, cebulę, małe kawałki boczku i stopiony ser; tradycyjnie podawane z sosem jabłkowym zamiast warzyw lub sałatki
- Zürcher Geschnetzeltes (krojone mięso po zurysku; francuski: émincé de veau a la Zurichoise): danie zazwyczaj składające się z pokrojonych pasków cielęciny w kremowym sosie z białego wina; często podawane z Rösti.
- Appenzeller Käsefladen
- Appenzeller Mostbröckli
- Basler Mehlsuppe (BS)
- Basler Käsewähe (BS)
- Basler Läckerli (Basel)
- Bauernbrot
- Berner Platte (BE)
- Berner Rösti (BE)
- Berner Lebkuchen (BE)
- Biber (li) (Appenzell)
- Bünder Nusstorte (GR)
- Bündnerfleisch (GR)
- Emmentaler Apfelrösti ( niem. Emmentaler Apfelrösti: przyrządzone ze starego chleba, jabłka i cukru, bardzo popularne i proste słodkie danie zrobione z podręcznych resztek, będących; przepis z Emmental w kantonie berneńskim
- Plasterki Fotzel (niem. Fotzelschnitten)
- Cholera (VS)
- Cordon Bleu
- Fasnachtschüechli
- Fastenwähe (BS)
- Fleischvogel
- Gehacktes mit Hörnli
- Glarner Birnbrot (GL)
- Gsottene / Gsottus (VS)
- Kalberwurst (GL): kiełbasa o charakterystycznym kremowym smaku, pochodząca z kantonu Glarus, wytwarzana z cielęciny, mleka, mielonych krakersów i łagodnych przypraw. Ma gładką teksturę, łagodny smak, w przeciwieństwie do większości kielbas nie jest wędzona; często podawana z cebulą i sosem
- Kappeler Milchsuppe: zupa mleczna
- Käsesalat: sałatka przygotowywana z sera, cebuli, octu i oleju przyprawionego pieprzem
- Landjäger: półwytrawna kiełbasa tradycyjnie wytwarzana w Szwajcarii (także w południowych Niemczech, Austrii i Alzacji), o smaku podobnym do suszonego salami. Nie wymaga chłodzenia, dlatego popularna jako przekąska podczas np. wędrówek, stosowana też jako pożywienie żołnierzy
- Innerschwyzer Chäs-Chueche
- Innerschweizer Zigerchrapfen
- Luzerner Birrenbrot (LU)
- Luzerner Chügelipastetli (LU)
- Luzerner Lebkuchen (LU)
- Magenbrot (BS)
- Meitschibei (BE)
- Beza (Meiringen)
- Birchermuesli: produkt odżywczy według pomysłu dr. Maximiliana Oskara Birchera-Bennera (1867–1939), pioniera medycyny organicznej i wyrobów pełnoziarnistych
- Neuenburger Wurst im Schlafrock
- Nüsslisalat
- Nussstengeli
- Osterfladen
- Rahmschnitzel
- Riz Casimir: ryż z sosem curry i mieloną wieprzowiną zmieszany z owocami tropikalnymi (ananasem, bananem i wiśniami, czasem z winogronami); po raz pierwszy serwowany w 1952 roku przez międzynarodową sieć hoteli i kurortów Mövenpick
- Rösti
- Nidelwähe
- Nidwaldner Lebkuchen (NW)
- Ribel (Rheintal)
- Schinkengipfel (i)
- Schwyzer Krapfen (SZ)
- St. Galler (Kalbs) bratwurst (Cielęcina Kiełbasa, SG)
- St. Galler Brot (SG)
- St. Galler Schüblig (SG)
- suuri Lääberli (Basel)
- Tirggel (ZH): tradycyjne świąteczne ciasteczka z Zurychu; wykonane z mąki i miodu są cienkie, twarde i słodkie
- Zopf: wśród różnych rodzajów szwajcarskiego chleba jest typowym pieczywem spożywanym w niedziele
- Wermiszele
- Wähe / Kuchen / Dünnen / Fladen / Gateau
- Walliser Roggenbrot (VS)
- Schweizer Wurstsalat
- Wurzelbrot
- Zibelechueche (BE)
- Zuger Kirschtorte (ZG)

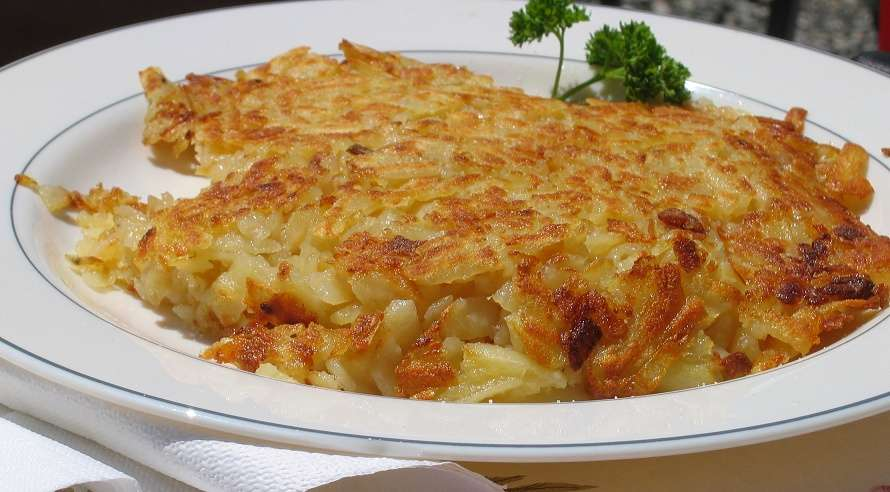
Rösti z natką pietruszki
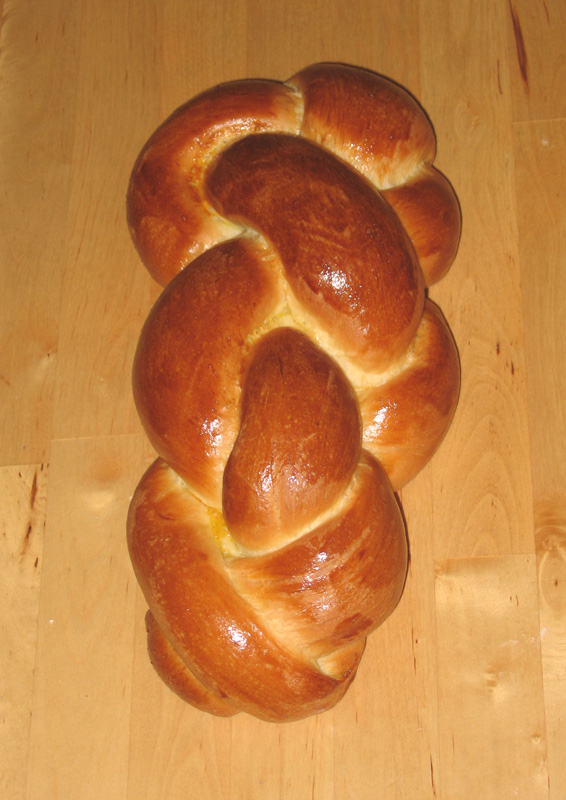
Zopf
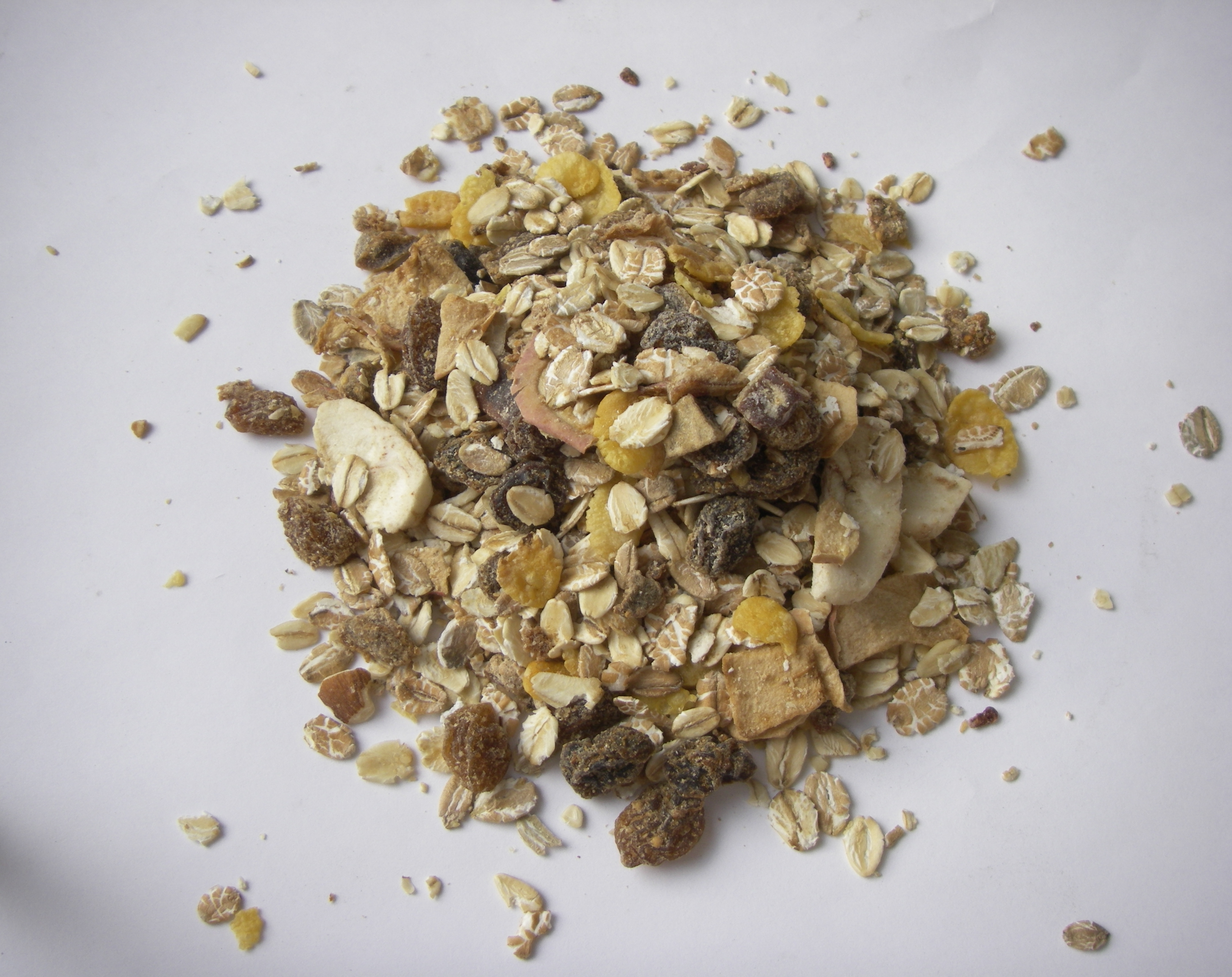
Musli zostało wynalezione w Szwajcarii
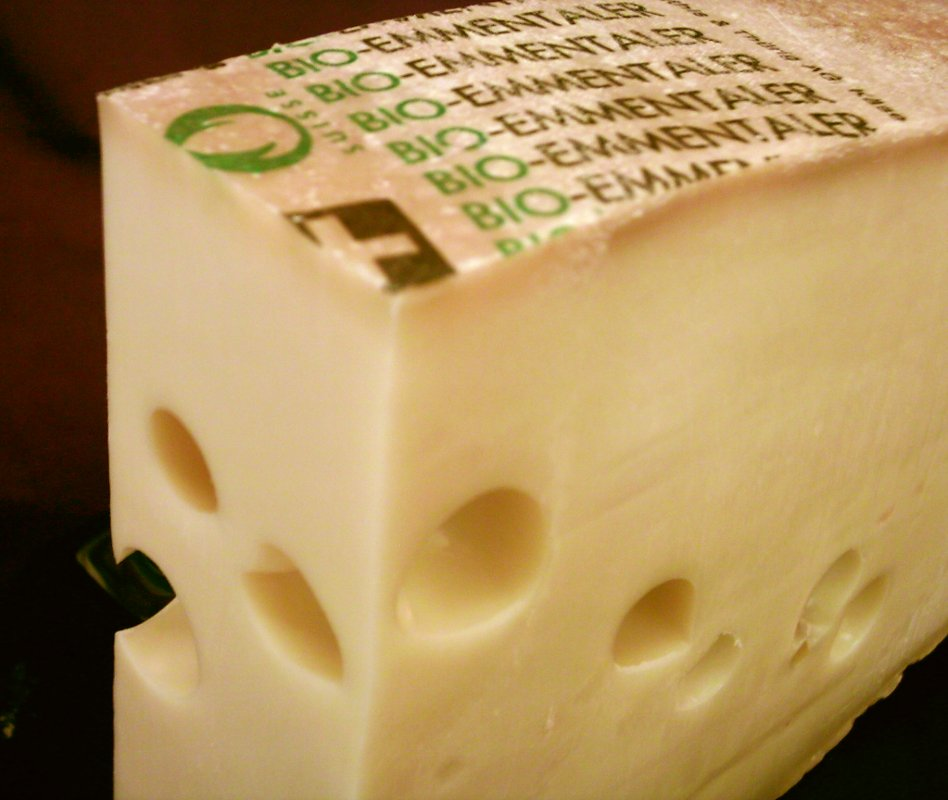
Emmentaler

## Przepisy z włoskiej części Szwajcarii
- Polenta: przez wieki uważana za posiłek ubogich. Kukurydza wprowadzona do upraw na południe od dzisiejszego kantonu Ticino na początku XVII wieku, wpłynęła na istotne zmiany w monotonnej kuchni; dopiero jednak po 200 latach polenta (początkowo z mieszanej mąki, później z czystej kukurydzianej) stała się podstawowym daniem tego obszaru
- Szafranowe risotto: popularne danie w Ticino[2].
- Pizzoccheri

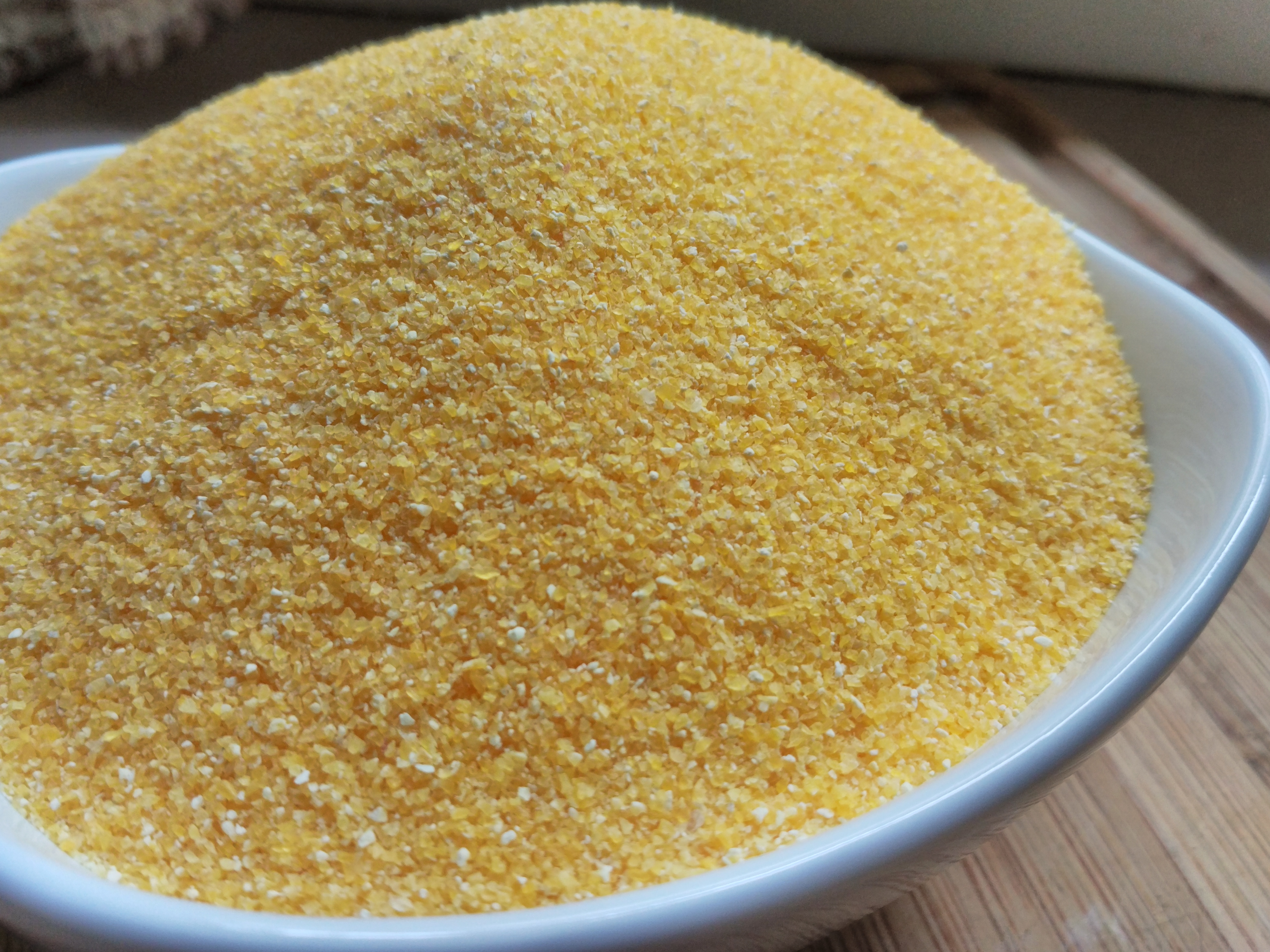
Polenta
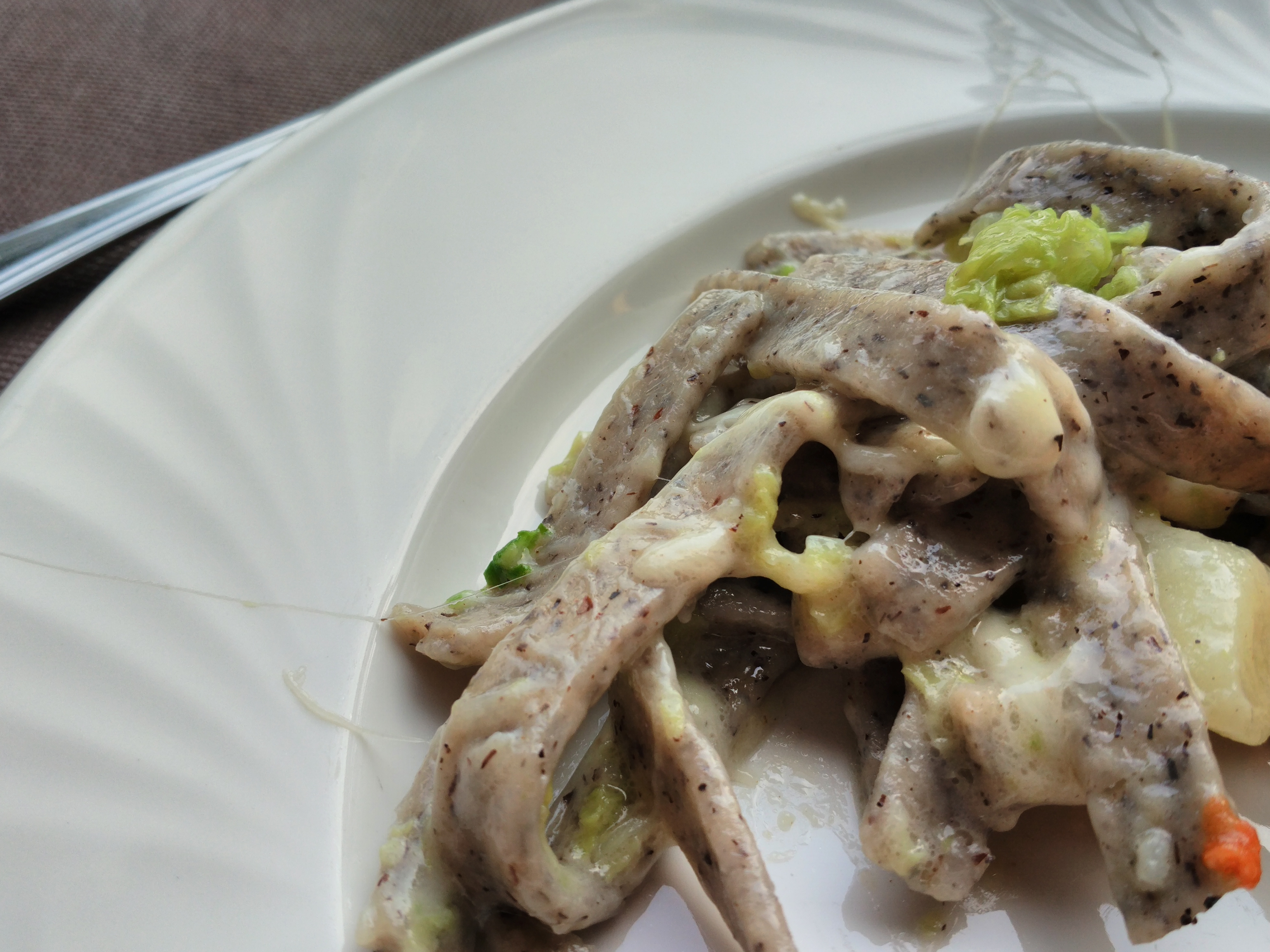
Pizzocheri
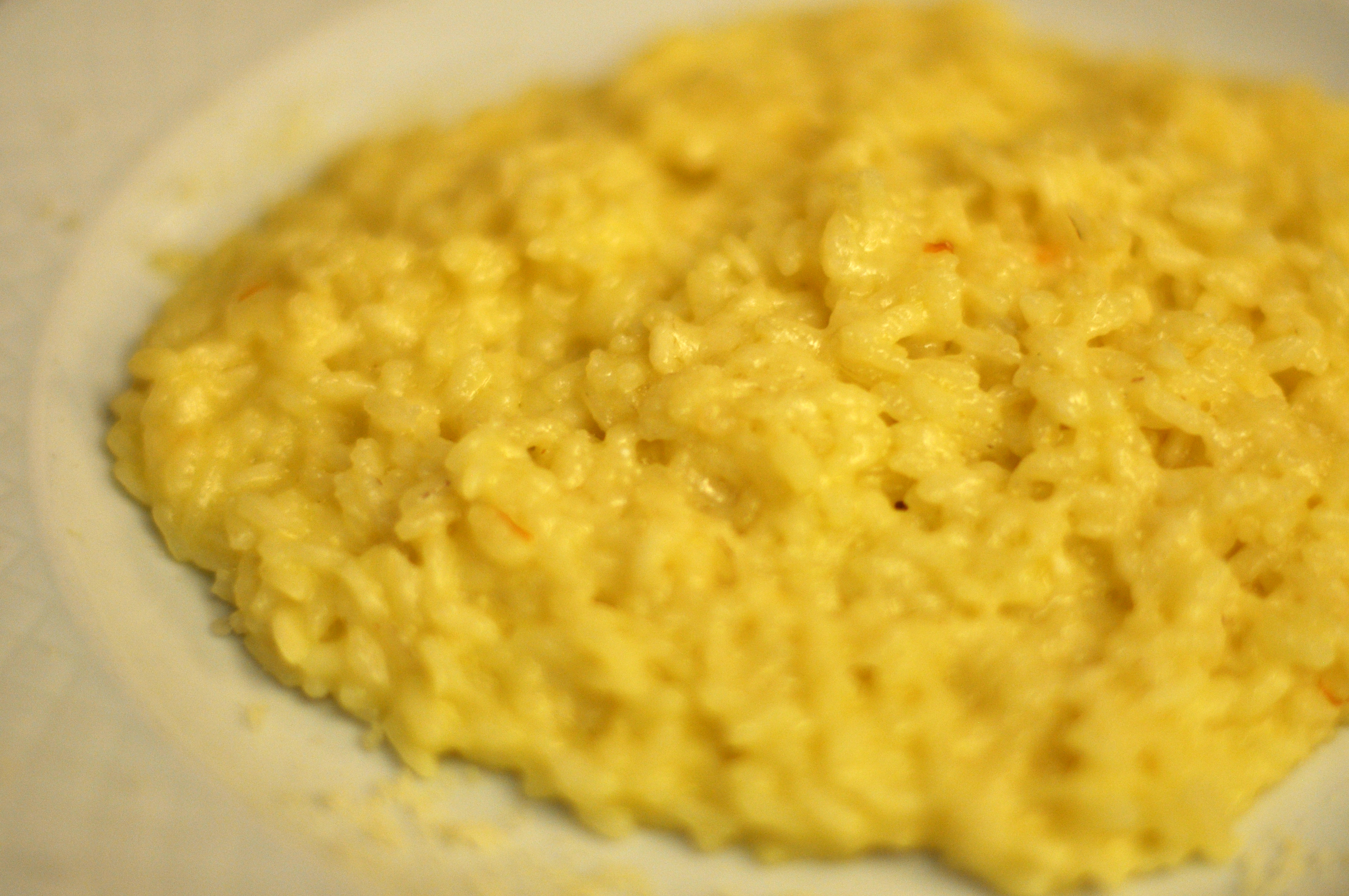
Risotto z szafranem

## Przepisy z kantonuGryzonia
- Bündner Nusstorte: ciasto orzechowe wykonywane według różnych przepisów, z najbardziej znanym z Engadyna
- Placek mięsny z Chur
- Zupa jęczmienna z Bündner: najbardziej znana zupa z Gryzonii
- Capuns: specjalność zachodniej Gryzonii
- Pizokel z kapustą: spożywany na wiele różnych sposobów; konsumowany z osobna znany w języku retoromańskim jako „bizochels bluts” lub „łysy pizokel”.

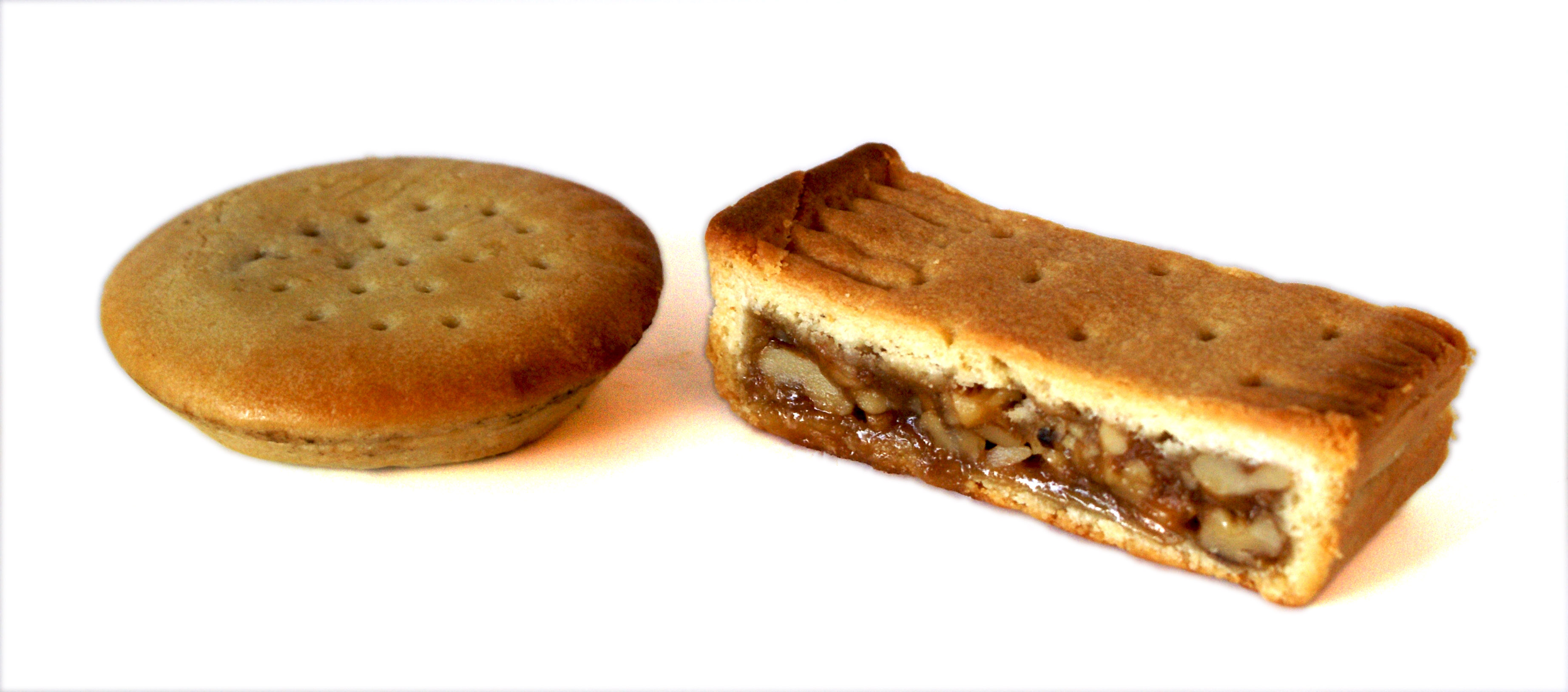
Bündner Nusstorte
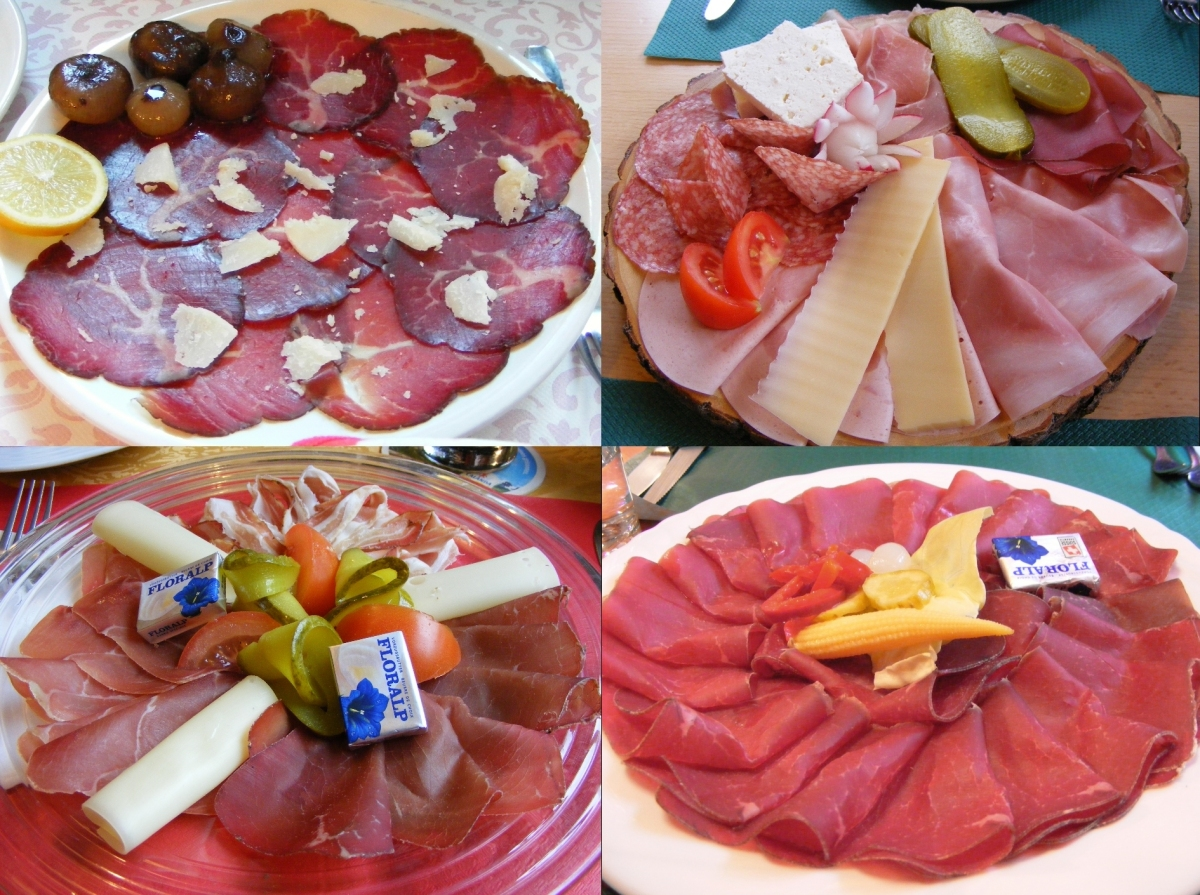
Różne dania z suszonego mięsa z kantonu Gryzonia, Szwajcaria - suszona wołowina, coppa, prosciutto i gotowana szynka

## Napoje

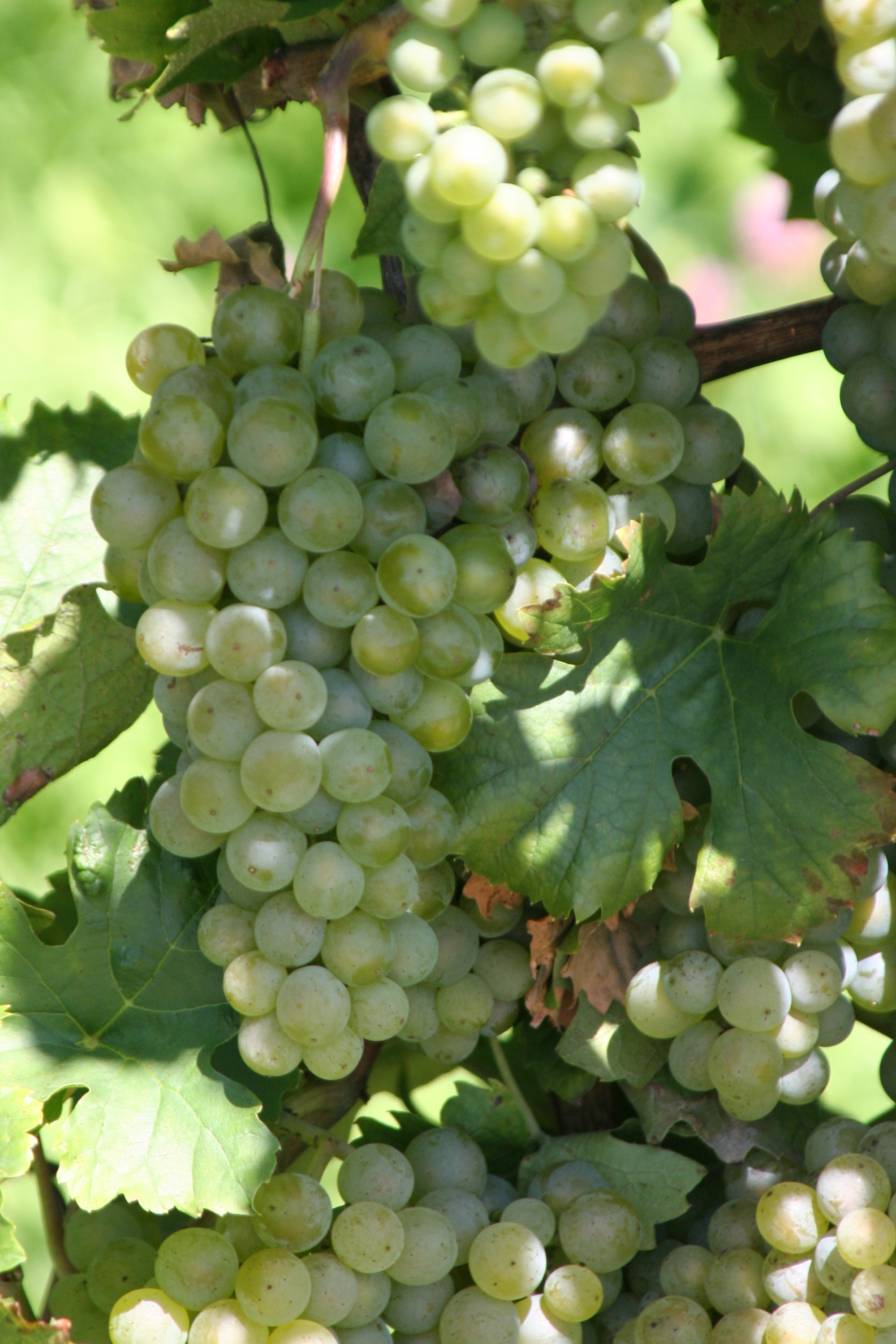
Z winogron Müller-Thurgau powstaje Riesling X Sylvaner, popularne białe wino w Szwajcarii

Rivella, gazowany szwajcarski napój na bazie laktozy, jest jednym z najpopularniejszych napojów w Szwajcarii. Sok jabłkowy, zarówno niegazowany, jak i musujący, jest popularny w wielu regionach Szwajcarii, a także produkowany jest w postaci jabłecznika. Czekoladowy napój Ovomaltine pochodzi ze Szwajcarii i cieszy się stałą popularnością, szczególnie wśród młodych ludzi.

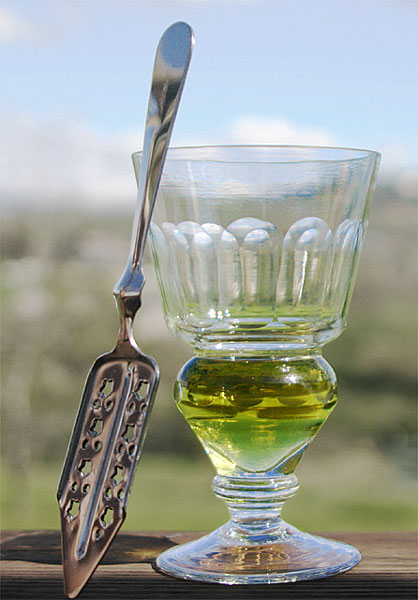
Szklane naczynie wypełnione naturalnie barwionym absyntem

Wino produkowane jest w wielu regionach Szwajcarii, zwłaszcza w Wallis, Vaud, Ticino i kantonie Zurych. Riesling X Sylvaner jest popularnym białym winem produkowanym w niemieckojęzycznych częściach kraju, natomiast Chasselas jest najpopularniejszym białym winem we francuskojęzycznych częściach kraju. Pinot noir jest najpopularniejszym czerwonym winogronem zarówno w części francuskojęzycznej, jak i niemieckojęzycznej, podczas gdy Merlot zajmuje tę pozycję w części włoskojęzycznej.
Absynt jest na nowo oficjalnie destylowany w Val-de-Travers w szwajcarskim regionie Jura, skąd pochodzi. Długo zakazany przez przepis anty-absyntowy w szwajcarskiej konstytucji federalnej, został ponownie zalegalizowany w 2005 r. wraz z przyjęciem nowej konstytucji. Teraz szwajcarski absynt jest eksportowany do wielu krajów, a Kübler i La Clandestine Absinthe są jednymi z pierwszych nowych marek. Wino i piwo mogą być legalnie kupowane przez młodzież w wieku 16 lat lub więcej. Alkohole i napoje zawierające destylowany alkohol można kupić w wieku 18 lat.
Damassine to likier wytwarzany przez destylację suszonej śliwki damasceńskiej z drzewa Damassinier i produkowany jest w kantonie Jura.
Bon Pere William to słynna regionalna szwajcarska brandy produkowana z gruszek, zwierająca 43% alkoholu. Zwykle łączy się ją z daniami z fondue lub raclette lub podaje po kolacji, czasem dolewając do kawy podawanej z deserem. Istnieje wiele innych rodzajów regionalnych brandy wytwarzanych z lokalnych owoców, najpopularniejsze z wiśni (kirschwasser).
Szwajcaria zajmuje siódme miejsce na świecie pod względem konsumpcji kawy na mieszkańca.